# Getto w Kraśniku
Getto w Kraśniku – getto żydowskie w Kraśniku, utworzone przez Niemców, istniejące w latach 1940–1942.

## Historia
Getto na terenie Kraśnika zostało utworzone w sierpniu 1940 roku, w obrębie ówczesnych ulic: Bóżniczna, Szkolna i Ogrodowa. W początkowym okresie w getcie umieszczono mieszkańców miasta i ówczesnego powiatu kraśnickiego (m.in. od października 1940 roku z Annopola, Dzierzkowic i Zakrzówka). W lutym 1942 roku przebywało w nim 6 tys. osób. W kwietniu 1942 roku rozpoczęły się transporty do ośrodków zagłady, pierwszy liczył około 2500 osób i został skierowany do niemieckiego obozu zagłady w Bełżcu.  
Kolejne transportu do ośrodka zagłady w Bełżcu miały miejsce w październiku i listopadzie 1942 roku, część mieszkańców przesiedlono do getta w Zaklikowie, a kilkaset rozstrzelono na terenie żydowskiego cmentarza w Kraśniku przy ul. Szewskiej. W listopadzie 1942 roku getto zostało zlikwidowane.
W Kraśniku pozostało około 600 osób pochodzenia żydowskiego, które zostały umieszczone w utworzonym 1 października 1942 roku obozie pracy, pracowali oni w zakładach stolarskich. Obóz ten został zlikwidowany 22 lipca 1944 roku.